# Leslie Hore-Belisha
Leslie Hore-Belisha, 1:e baron Hore-Belisha, född 7 september 1893 i Devonport, England, död 16 februari 1957 i Reims, Frankrike, var en brittisk nationalliberal och senare konservativ parlamentsledamot och statsråd. Han är ihågkommen för sina reformer inom vägtrafiken och för att vara ett påstått offer för antisemitism.

## Biografi
Hore-Belisha var enda sonen i den judiska familjen av Jacob Isaac Belisha. Fadern dog när han var mindre än ett år. År 1912 gifte i Kensington faderns änka om sig med Sir Charles F. Adair Hore, ständig sekreterare vid ministeriet för pensioner.
Hore-Belisha studerade vid Clifton College och fortsatte sina studier i Paris och Heidelberg innan han började vid St. Johns College, Oxford, där han var ordförande för Oxford Union Society. Under första världskriget tjänstgjorde han i Frankrike, Flandern och Saloniki och hade vid krigsslutet avancerat till majors grad. Efter kriget återvände han till Oxford och utexaminerades där 1923 som advokat.

### Politisk karriär
Efter att ha misslyckats i parlamentsvalet 1922 kunde Hore-Belisha året därpå ändå nå en plats i parlamentet där han blev känd som en teatralisk och lysande talare. Som liberal kritiserade han labourregeringen och kunde efter valet 1931 ta en plats som biträdande minister i handelsdepartementet. Han fortsatte där även när de officiella liberalerna lämnade regeringen i september 1932.
Hore-Belisha utsågs 1934 till kommunikationsminister och noterade som sådan den ökande bilismens risker för trafikanterna. Han införde då under kraftigt motstånd hastighetsbegränsning till 30 miles per timme (48 km per timme) i bebyggda områden. För att ytterligare minska trafikriskerna införde han körprov och en orange lampa (allmänt kallad Belisha beacon) placerad som markering för övergångsställen. Efter sin avgång utsågs han till vice ordförande i de engelska fotgängarnas riksförbund, som länge hade den oranga lampan i sin logotyp.

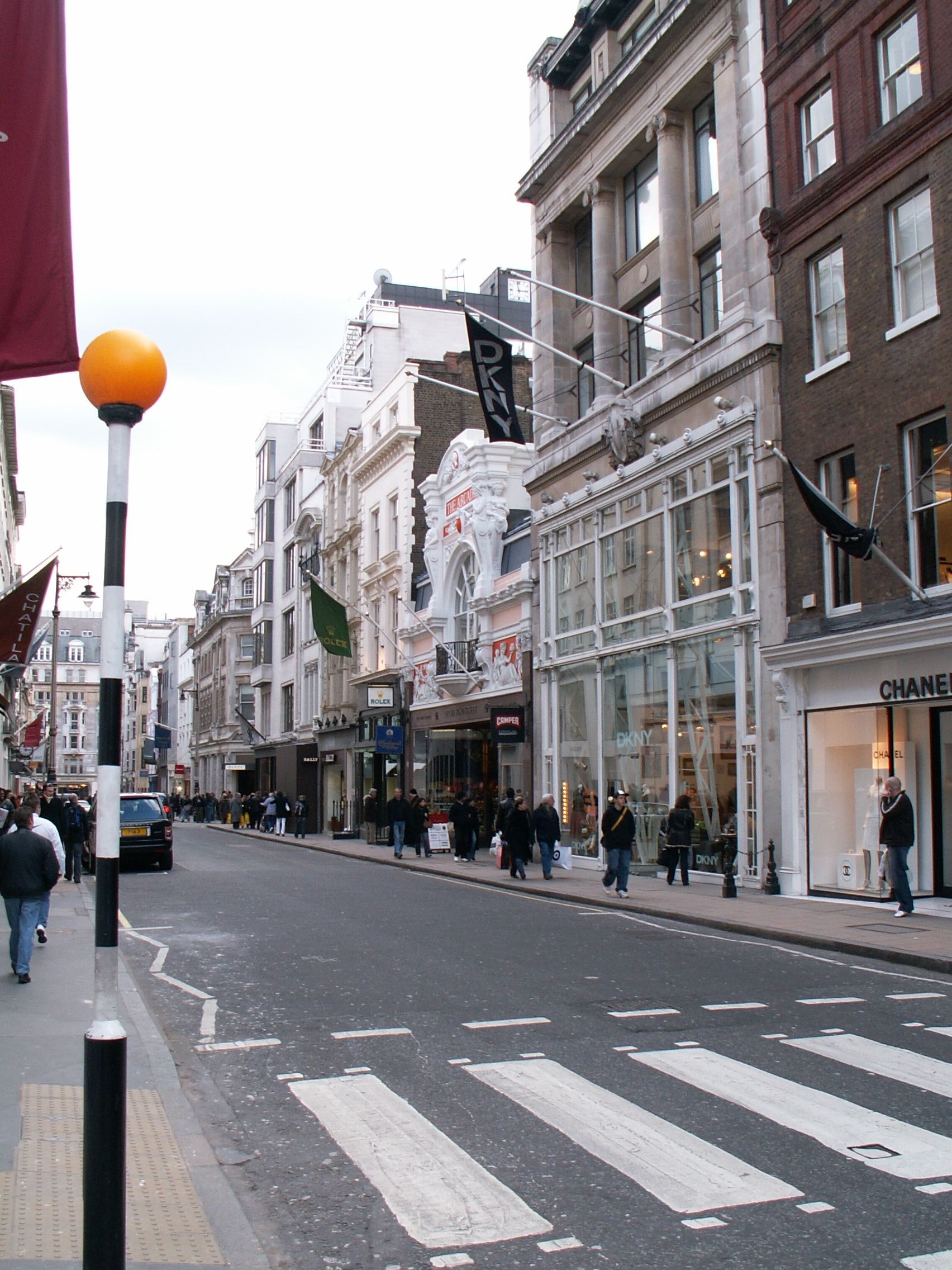
"Belisha beacon" på New Bond Street i London

Efter sina framgångar som kommunikationsminister utsågs han 1937, under protester från de konservativa, till krigsminister i Chamberlains regering. Med känslan av hotande krig ville han 1938 införa allmän värnplikt vilket dock avböjdes av Chamberlain, som inte ville gå med på ökade försvarsutgifter. Han arbetade då istället för förbättrade materiella förhållanden och sociala villkor inom försvaret. I början av 1939 fick han slutligen införa värnplikten för att möta hotet från Nazityskland.
I januari 1940 avskedades han från krigsministeriet anklagad för att ha släpat Storbritannien in i andra världskriget för att skydda det judiska folket på kontinenten.
År 1942 lämnade Hore-Belisha liberalerna och blev oberoende ledamot i parlamentet, men gick efter valet 1945 över till konservativa partiet och utsågs till socialförsäkringsminister. År 1954 adlades han till Baron Hore-Belisha av Devenport in County of Devon.
Under ett uppdrag med en brittisk parlamentarisk delegation i Frankrike i februari 1957 kollapsade han under ett tal i Reims stadshus och dog några minuter senare i hjärnblödning.